# 小行星8722
小行星8722（英語：8722 Schirra）是一颗围绕太阳公转的小行星。1996年8月19日，R. G. Davis在Granville发现了此天体。
这颗小行星的绝对星等为48.36431643464329等。